# Organizzazione della Regia Aeronautica

## Storia
La Regia Aeronautica venne istituita con regio decreto nel 1923, i suoi uomini ebbero un ruolo di primo piano nella cosiddetta "età dell'oro" dell'aviazione compiendo varie crociere aeree e gareggiando nella Coppa Schneider. La politica estera del regime fascista la vide impegnata nel 1935-1936 nella guerra d'Etiopia e, dal 1936 al 1939, nella guerra civile spagnola dove fu attiva l'Aviazione Legionaria. Successivamente, dal 1940 al 1943, prese parte alla seconda guerra mondiale nel corso della quale, in seguito all'armistizio di Cassibile reso noto l'8 settembre 1943, i suoi uomini si divisero tra l'Aeronautica Cobelligerante, fedele al Regno del Sud, e l'Aeronautica Nazionale Repubblicana, forza armata della Repubblica Sociale Italiana di Benito Mussolini.

## Struttura gerarchica
La struttura gerarchica generale dei reparti di volo era così suddivisa:
squadra aerea: reparto territoriale costituito da due o tre divisioni o brigate, al comando di un generale di squadra aerea;
divisione aerea: tre stormi, al comando di un generale di divisione;
brigata aerea: due stormi, al comando di un generale di brigata;
stormo: reparto autonomo, al comando di un colonnello; 
gruppo: reparto costituito da apparecchi dello stesso tipo, al comando di un maggiore o di un tenente colonnello; 
squadriglia: reparto costituito da due o tre sezioni, al comando di un capitano;
sezione: al comando di un tenente o sottotenente;

## Stormo
L'unità operativa organicamente più grande dell'aviazione è lo stormo, in altri termini, lo stormo è un'unità aerea di un'aeronautica militare basata su un aeroporto e, di conseguenza, è la suddivisione principale dell'organizzazione operativa periferica di tale forza armata.
Di regola articolata in gruppi di volo, comprende in sé tutte le unità logistiche di supporto necessarie per le operazioni di una base aerea. È comandata da un colonnello pilota od un grado equivalente.

## Organizzazione durante il periodo interbellico e seconda guerra mondiale
La Regia Aeronautica nel periodo tra le 2 guerre e durante la seconda guerra mondiale classificava gli stormi secondo la tipologia di missione: caccia, trasporto, osservazione, ecc.
Gli stormi erano così composti:
- Stormo CT (Caccia Terrestri) - 72 aerei + 4 di supporto. Ogni stormo era composto da 2 gruppi con 36 macchine ciascuno (36 aerei x 2) dove un gruppo comprendeva 3 squadriglie di 12 aerei ciascuna (3x12 aerei). Le squadriglie erano basate su 3 sezioni di 4 aerei ciascuna (3x4).
- Stormo BT (Bombardamento Terrestri) - 36 aerei + 4 di supporto. Ogni stormo era composto da 2 gruppi con 18 macchine ciascuno (18 aerei x 2) dove un gruppo comprendeva 2 squadriglie di 9 aerei ciascuna (2x9 aerei). Le squadriglie erano basate su 3 sezioni di 3 aerei ciascuna (3x3).
- Stormo OA (Osservazione Aerea) - 36 aerei + 4 di supporto. Ogni stormo era composto da 2 gruppi con 18 macchine ciascuno (18 aerei x 2) dove un gruppo comprendeva 2 squadriglie di 9 aerei ciascuna (2x9 aerei). Le squadriglie erano basate su 3 sezioni di 3 aerei ciascuna (3x3).
- Stormo TA (Trasporto Aereo) - 54 aerei + 4 di appoggio. Ogni stormo era composto da 3 gruppi con 18 macchine ciascuno (18 aerei x 3) dove un gruppo comprendeva 2 squadriglie di 18 aerei ciascuna (2x9 aerei). Le squadriglie erano basate su 3 sezioni di 3 aerei ciascuna (3x3).

### Stormo da caccia
Di seguito uno schema che illustra la struttura di uno stormo da caccia terrestre:
| Stormo C.T. (72 caccia + 4 aeroplani di supporto) | Gruppo C.T. (36 caccia)          | Squadriglia C.T. (12 apparecchi) | Sezione (4 apparecchi) |
| Stormo C.T. (72 caccia + 4 aeroplani di supporto) | Gruppo C.T. (36 caccia)          | Squadriglia C.T. (12 apparecchi) | Sezione (4 apparecchi) |
| Stormo C.T. (72 caccia + 4 aeroplani di supporto) | Gruppo C.T. (36 caccia)          | Squadriglia C.T. (12 apparecchi) | Sezione (4 apparecchi) |
| Stormo C.T. (72 caccia + 4 aeroplani di supporto) | Gruppo C.T. (36 caccia)          | Squadriglia C.T. (12 apparecchi) | Sezione (4 apparecchi) |
| Stormo C.T. (72 caccia + 4 aeroplani di supporto) | Gruppo C.T. (36 caccia)          | Squadriglia C.T. (12 apparecchi) | Sezione (4 apparecchi) |
| Stormo C.T. (72 caccia + 4 aeroplani di supporto) | Gruppo C.T. (36 caccia)          | Squadriglia C.T. (12 apparecchi) | Sezione (4 apparecchi) |
| Stormo C.T. (72 caccia + 4 aeroplani di supporto) |                                  | Squadriglia C.T. (12 apparecchi) | Sezione (4 apparecchi) |
| Stormo C.T. (72 caccia + 4 aeroplani di supporto) | Sezione (4 apparecchi)           | Squadriglia C.T. (12 apparecchi) |                        |
| Stormo C.T. (72 caccia + 4 aeroplani di supporto) | Sezione (4 apparecchi)           | Squadriglia C.T. (12 apparecchi) |                        |
| Stormo C.T. (72 caccia + 4 aeroplani di supporto) | Squadriglia C.T. (12 apparecchi) | Sezione (4 apparecchi)           |                        |
| Stormo C.T. (72 caccia + 4 aeroplani di supporto) | Squadriglia C.T. (12 apparecchi) | Sezione (4 apparecchi)           |                        |
| Stormo C.T. (72 caccia + 4 aeroplani di supporto) | Squadriglia C.T. (12 apparecchi) | Sezione (4 apparecchi)           |                        |
| Stormo C.T. (72 caccia + 4 aeroplani di supporto) | Gruppo C.T. (36 caccia)          | Squadriglia C.T. (12 apparecchi) | Sezione (4 apparecchi) |
| Stormo C.T. (72 caccia + 4 aeroplani di supporto) | Gruppo C.T. (36 caccia)          | Squadriglia C.T. (12 apparecchi) | Sezione (4 apparecchi) |
| Stormo C.T. (72 caccia + 4 aeroplani di supporto) | Gruppo C.T. (36 caccia)          | Squadriglia C.T. (12 apparecchi) | Sezione (4 apparecchi) |
| Stormo C.T. (72 caccia + 4 aeroplani di supporto) | Gruppo C.T. (36 caccia)          | Squadriglia C.T. (12 apparecchi) | Sezione (4 apparecchi) |
| Stormo C.T. (72 caccia + 4 aeroplani di supporto) | Gruppo C.T. (36 caccia)          | Squadriglia C.T. (12 apparecchi) | Sezione (4 apparecchi) |
| Stormo C.T. (72 caccia + 4 aeroplani di supporto) | Gruppo C.T. (36 caccia)          | Squadriglia C.T. (12 apparecchi) | Sezione (4 apparecchi) |

### Stormo da bombardamento o da osservazione
Di seguito uno schema che illustra la struttura di uno stormo da bombardamento o da osservazione:
| Stormo B.T. (36 apparecchi + 4 di supporto) | Gruppo B.T. (18 apparecchi) | Squadriglia B.T. (9 apparecchi) | Sezione (3 apparecchi) |
| Stormo B.T. (36 apparecchi + 4 di supporto) | Gruppo B.T. (18 apparecchi) | Squadriglia B.T. (9 apparecchi) | Sezione (3 apparecchi) |
| Stormo B.T. (36 apparecchi + 4 di supporto) | Gruppo B.T. (18 apparecchi) | Squadriglia B.T. (9 apparecchi) | Sezione (3 apparecchi) |
| Stormo B.T. (36 apparecchi + 4 di supporto) | Gruppo B.T. (18 apparecchi) | Squadriglia B.T. (9 apparecchi) | Sezione (3 apparecchi) |
| Stormo B.T. (36 apparecchi + 4 di supporto) | Gruppo B.T. (18 apparecchi) | Squadriglia B.T. (9 apparecchi) | Sezione (3 apparecchi) |
| Stormo B.T. (36 apparecchi + 4 di supporto) | Gruppo B.T. (18 apparecchi) | Squadriglia B.T. (9 apparecchi) | Sezione (3 apparecchi) |
| Stormo B.T. (36 apparecchi + 4 di supporto) | Gruppo B.T. (18 apparecchi) | Squadriglia B.T. (9 apparecchi) | Sezione (3 apparecchi) |
| Stormo B.T. (36 apparecchi + 4 di supporto) | Gruppo B.T. (18 apparecchi) | Squadriglia B.T. (9 apparecchi) | Sezione (3 apparecchi) |
| Stormo B.T. (36 apparecchi + 4 di supporto) | Gruppo B.T. (18 apparecchi) | Squadriglia B.T. (9 apparecchi) | Sezione (3 apparecchi) |
| Stormo B.T. (36 apparecchi + 4 di supporto) | Gruppo B.T. (18 apparecchi) | Squadriglia B.T. (9 apparecchi) | Sezione (3 apparecchi) |
| Stormo B.T. (36 apparecchi + 4 di supporto) | Gruppo B.T. (18 apparecchi) | Squadriglia B.T. (9 apparecchi) | Sezione (3 apparecchi) |
| Stormo B.T. (36 apparecchi + 4 di supporto) | Gruppo B.T. (18 apparecchi) | Squadriglia B.T. (9 apparecchi) | Sezione (3 apparecchi) |

### Stormo da trasporto
Di seguito uno schema che illustra la struttura di uno stormo da trasporto:
| Stormo T.A. (54 apparecchi + 4 di supporto) | Gruppo T.A. (18 apparecchi) | Squadriglia T.A. (9 apparecchi) | Sezione (3 apparecchi) |
| Stormo T.A. (54 apparecchi + 4 di supporto) | Gruppo T.A. (18 apparecchi) | Squadriglia T.A. (9 apparecchi) | Sezione (3 apparecchi) |
| Stormo T.A. (54 apparecchi + 4 di supporto) | Gruppo T.A. (18 apparecchi) | Squadriglia T.A. (9 apparecchi) | Sezione (3 apparecchi) |
| Stormo T.A. (54 apparecchi + 4 di supporto) | Gruppo T.A. (18 apparecchi) | Squadriglia T.A. (9 apparecchi) | Sezione (3 apparecchi) |
| Stormo T.A. (54 apparecchi + 4 di supporto) | Gruppo T.A. (18 apparecchi) | Squadriglia T.A. (9 apparecchi) | Sezione (3 apparecchi) |
| Stormo T.A. (54 apparecchi + 4 di supporto) | Gruppo T.A. (18 apparecchi) | Squadriglia T.A. (9 apparecchi) | Sezione (3 apparecchi) |
| Stormo T.A. (54 apparecchi + 4 di supporto) | Gruppo T.A. (18 apparecchi) | Squadriglia T.A. (9 apparecchi) | Sezione (3 apparecchi) |
| Stormo T.A. (54 apparecchi + 4 di supporto) | Gruppo T.A. (18 apparecchi) | Squadriglia T.A. (9 apparecchi) | Sezione (3 apparecchi) |
| Stormo T.A. (54 apparecchi + 4 di supporto) | Gruppo T.A. (18 apparecchi) | Squadriglia T.A. (9 apparecchi) | Sezione (3 apparecchi) |
| Stormo T.A. (54 apparecchi + 4 di supporto) | Gruppo T.A. (18 apparecchi) | Squadriglia T.A. (9 apparecchi) | Sezione (3 apparecchi) |
| Stormo T.A. (54 apparecchi + 4 di supporto) | Gruppo T.A. (18 apparecchi) | Squadriglia T.A. (9 apparecchi) | Sezione (3 apparecchi) |
| Stormo T.A. (54 apparecchi + 4 di supporto) | Gruppo T.A. (18 apparecchi) | Squadriglia T.A. (9 apparecchi) | Sezione (3 apparecchi) |
| Stormo T.A. (54 apparecchi + 4 di supporto) | Gruppo T.A. (18 apparecchi) | Squadriglia T.A. (9 apparecchi) | Sezione (3 apparecchi) |
| Stormo T.A. (54 apparecchi + 4 di supporto) | Gruppo T.A. (18 apparecchi) | Squadriglia T.A. (9 apparecchi) | Sezione (3 apparecchi) |
| Stormo T.A. (54 apparecchi + 4 di supporto) | Gruppo T.A. (18 apparecchi) | Squadriglia T.A. (9 apparecchi) | Sezione (3 apparecchi) |
| Stormo T.A. (54 apparecchi + 4 di supporto) | Gruppo T.A. (18 apparecchi) | Squadriglia T.A. (9 apparecchi) | Sezione (3 apparecchi) |
| Stormo T.A. (54 apparecchi + 4 di supporto) | Gruppo T.A. (18 apparecchi) | Squadriglia T.A. (9 apparecchi) | Sezione (3 apparecchi) |
| Stormo T.A. (54 apparecchi + 4 di supporto) | Gruppo T.A. (18 apparecchi) | Squadriglia T.A. (9 apparecchi) | Sezione (3 apparecchi) |